# Claude Ptolémée
« Ptolémée » redirige ici. Pour les autres significations, voir Ptolémée (homonymie).
Claude Ptolémée (en grec ancien Κλαύδιος Πτολεμαῖος Claúdios Ptolemaîos, en latin Claudius Ptolemaeus), communément appelé Ptolémée (Ptolémaïs de Thébaïde (Haute-Égypte)), né vers 100 et mort vers 168 à Canope, est un astronome, astrologue, mathématicien et géographe grec qui vécut à Alexandrie (Égypte). Il est également l’un des précurseurs de la géographie. Sa vie est mal connue. Son cognomen Ptolemæus semble indiquer des origines gréco-égyptiennes, et son nomen Claudius une citoyenneté romaine. Son prænomen est inconnu.
Ptolémée est l’auteur de plusieurs traités scientifiques, dont deux ont exercé une grande influence sur les sciences occidentales et orientales. L’un est le traité d’astronomie, aujourd’hui connu sous le nom d’Almageste (arabisation de Ἡ Μεγάλη Σύνταξις / Hê Megálê Súntaxis, « La Grande Composition », puis Ἡ μεγίστη / Hê megístê, « La Très Grande », arabisé en اَلْمَجِسْطِيّ / al-Majisṭiyy, mais dont le titre original en grec était Μαθηματική σύνταξις / Mathēmatikḗ súntaxis, « Composition mathématique »). L’autre est la Géographie, qui est une synthèse des connaissances géographiques du monde gréco-romain.
L’œuvre de Ptolémée est la continuation d’une longue évolution de la science antique fondée sur l'observation des astres, les nombres, le calcul et la mesure. Avec l’œuvre d’Aristote, c’est essentiellement à travers elle, transmise à la fois par les Arabes et les Byzantins, que l’Occident redécouvrira la science grecque au Moyen Âge et à la Renaissance, laissant dans l’obscurité les prédécesseurs d'Aristote et de Ptolémée. Pourtant Ptolémée ne manque pas de faire abondamment référence à ceux-ci dans ses écrits.

## Astronomie

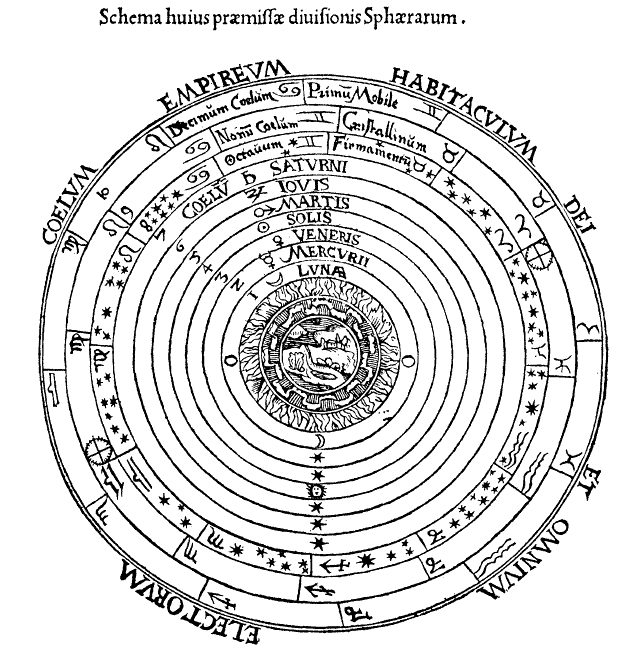
Système de Ptolémée.

L’Almageste est le seul ouvrage antique complet sur l’astronomie qui nous soit parvenu. Les astronomes babyloniens, qui avaient consigné soigneusement, pendant des siècles, de précieuses observations (positions des astres, datations des éclipses…), avaient élaboré des techniques de calcul pour la prévision de phénomènes astronomiques. Les astronomes grecs, tels qu’Eudoxe de Cnide et surtout Hipparque, avaient intégré ces observations et les leurs dans des modèles géométriques (théorie des épicycles) pour calculer les mouvements de certains corps célestes. Dans son traité, Ptolémée reprend ces différents modèles astronomiques et les perfectionne, notamment en ajoutant la notion d’équant.
Ses observations, jointes aux données antérieures dont il disposait, offrent un recul permettant une mesure fort précise des mouvements astronomiques, puisque l'ensemble couvre une période de près de neuf siècles. Ses « tables » de données, indispensables pour déterminer la position des astres, ont en effet comme point de départ le premier jour du calendrier égyptien de la première année du règne de Nabonassar, c’est-à-dire le 26 février 747 avant notre ère. Ptolémée consacre donc le modèle géocentrique d’Hipparque, qui lui fut souvent attribué et qui fut accepté pendant plus de mille trois cents ans, quoique de manière discontinue. En Europe occidentale, en effet, il sombra dans l’oubli au début du Moyen Âge, avant d’être redécouvert à la fin de cette période. Cet héritage fut cependant préservé dans le monde arabe et, avec des hauts et des bas, dans l’Empire romain d’Orient et plus spécifiquement à Byzance.
Sa méthode et son modèle de calcul ont d’ailleurs été adoptés avec quelques modifications dans le monde arabophone et en Inde, car ils étaient d’une précision suffisante pour satisfaire les besoins des astronomes, des astrologues, des détenteurs de calendriers et des navigateurs.
Ptolémée réalisa aussi une sorte de manuel essentiellement pratique, appelé « Les tables faciles » ou parfois « Les tables manuelles » (Πρόχειροι κανόνες, Prócheiroi kanónes), dérivé de l’Almageste et destinées à réaliser des calculs de position des astres et d’éclipses.
Contrairement à une idée reçue, Ptolémée ne reprit pas à son compte l’idée d’Aristote selon laquelle les astres étaient placés sur des sphères de cristal. Il dit même expressément que « les astres nagent dans un fluide parfait qui n’oppose aucune résistance à leurs mouvements ». On ignore si cette vision, proche de la notion de vide, était déjà présente chez Hipparque ou si elle doit être mise au crédit de Ptolémée. Pour celui-ci, déférents et épicycles sont donc immatériels. Nicolas Halma considère en outre que son choix du système des épicycles plutôt que de celui des excentriques résulte davantage d’une volonté de rendre les calculs plus commodes, que d’une foi dans la réalité matérielle du système.
Durant les treize siècles qui suivirent, l’astronomie ne progressa plus guère en Europe occidentale. Mais les savants du monde arabo-musulman font de nouvelles observations, traduisent des textes grecs et latins, perfectionnent des outils (astrolabes, cadrans solaires). En Europe l'Almageste et les tables faciles ne reçurent que des corrections mineures, bien qu’elles aient fait l’objet, à la fin de l’Antiquité, de nombreuses publications de la part des « commentateurs », dont le plus connu est Théon d'Alexandrie. Ce furent donc les tables et les textes de Ptolémée qui furent utilisés directement ou indirectement comme références jusqu’à ce que les progrès des instruments d’observation et la théorie élaborée par Nicolas Copernic et perfectionnée par Johannes Kepler n’entraînent son abandon. Le système héliocentrique de Copernic (1543) fut adopté relativement rapidement par les astronomes, mais finit par susciter une violente réaction des institutions religieuses après les observations astronomiques de Galilée (1630). Il fut rejeté par l’Église catholique et Galilée se vit contraint de renier officiellement ses théories en 1633. Le modèle de Ptolémée ne fut définitivement abandonné par l'Église que sous le pape Benoît XIV vers 1750.
L’Almageste contient également un catalogue de 1 022 étoiles regroupées en quarante-huit constellations. Bien que ne couvrant pas toute la sphère céleste, ce système fut la référence pendant de nombreux siècles. Ptolémée a aussi décrit l’astrolabe, inventé probablement par Hipparque.

## Géographie

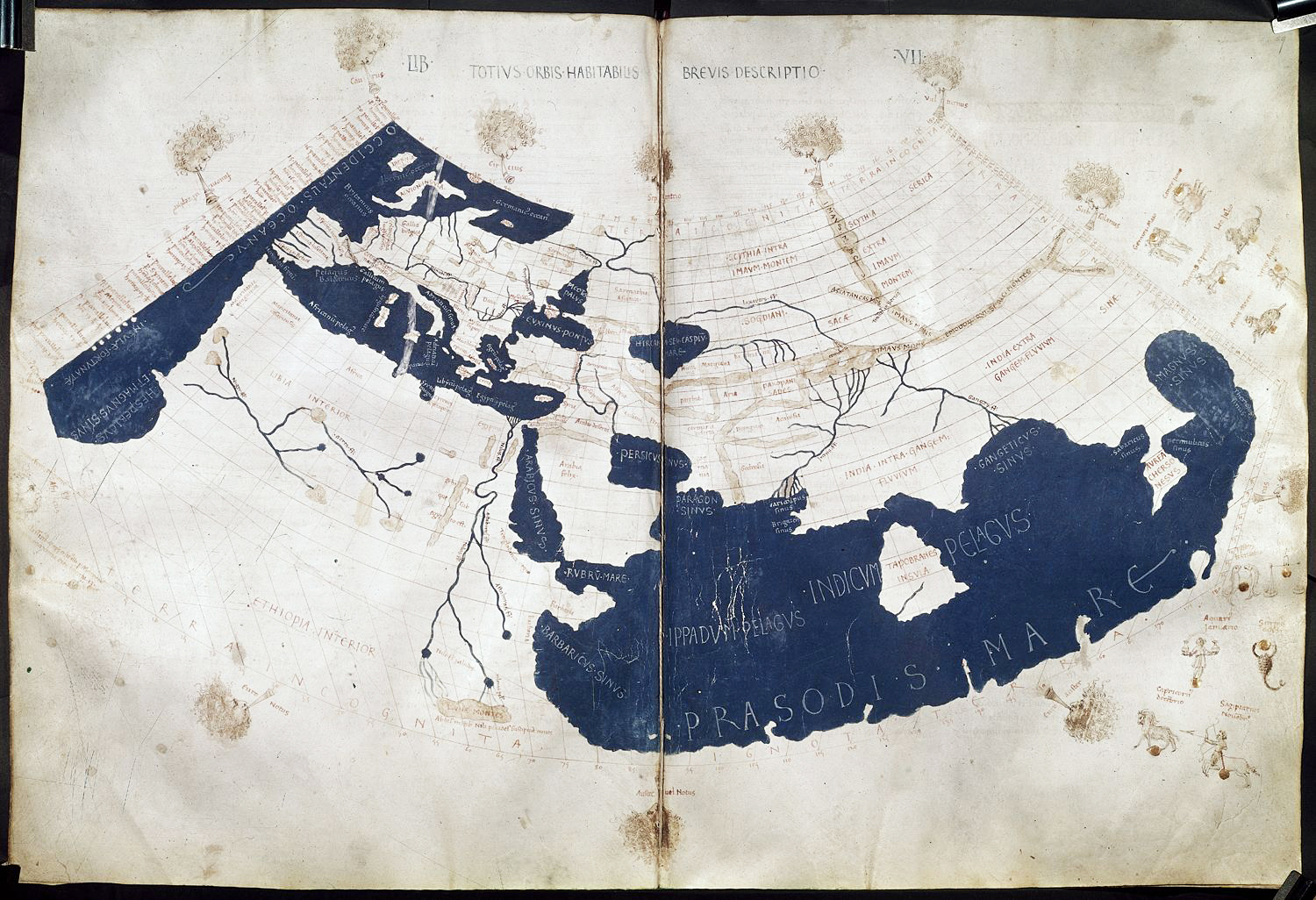
La carte du monde de Ptolémée, reconstituée au XVe siècle à partir de sa Géographie, indique les pays de Serica, Sinae (Chine) à l’extrême droite, au-delà de l’île de Taprobane (Sri Lanka, trop grande) et l’Aurea Chersonesus (Asie du Sud-Est).

Sa Géographie est une autre œuvre majeure. Il s’agit d’une compilation des connaissances géographiques à l’époque de l’Empire romain sous le règne d’Hadrien (125), couvrant la totalité du monde connu ou écoumène. Comme pour le modèle du système solaire dans l’Almageste, Ptolémée unifie dans un grand ensemble toutes les informations dont il dispose.
Le premier livre définit le sujet de la Géographie et présente les données et la méthode utilisée pour dessiner une carte du monde habité. Dans les livres deux à sept, il fournit des listes topographiques et attribue des coordonnées à tous les lieux et particularités géographiques, répertoriant 8 000 endroits d'Europe, d'Asie et d'Afrique disposés dans une grille. Il commence à l'ouest avec l'Irlande et la Grande-Bretagne puis progresse vers l'est en passant par l'Allemagne, puis l'Italie, la Grèce, l'Afrique du Nord, l'Asie mineure et la Perse, pour terminer en Inde. Le livre huit présente une division de l'écoumène en vingt-six cartes régionales : dix pour l'Europe, quatre pour l'Afrique (appelée Libye) et douze pour l'Asie. Outre les données géographiques, Ptolémée intègre des données astronomiques et des témoignages de voyageurs.

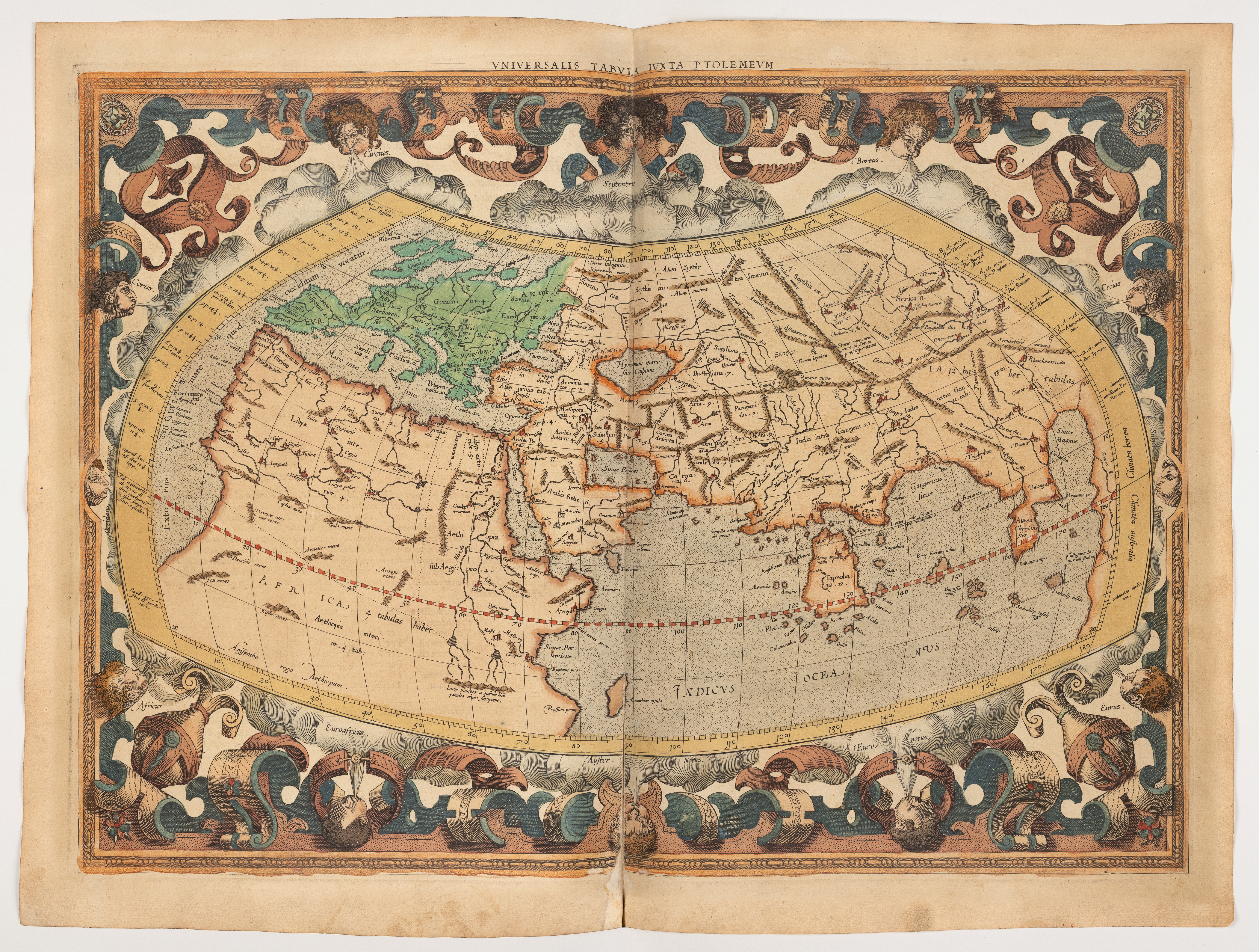
Une carte du monde de Ptolémée intitulée « Tabulae geographicae ».

Ptolémée donne à la terre une forme sphérique et estime sa circonférence à 180 000 stades (environ 33 345 km). Il suit en cela le calcul de Posidonios plutôt que celui d'Ératosthène révisé par Hipparque, qui avait évalué la circonférence  à 250 000 stades (environ 39 375 km), beaucoup plus près des 40 008 km réellement mesurés aujourd'hui du périmètre méridional. Reprenant le système sexagésimal des Babyloniens, il divise cette sphère en 360° de longitude de 500 stades chacun. Il fixe le méridien de longitude zéro au point le plus à l’ouest connu à son époque, soit les îles « Fortunata » (îles des Bienheureux), probablement les îles Canaries. Il pose des intervalles de cinq degrés correspondant au tiers d'une heure d'équinoxe et couvrant au total douze heures, soit 180° jusqu'à Cattigara, qui correspondrait à Hanoï.
La latitude était mesurée à partir de Thulé, situé à 63° N, jusqu'à Agisymba dans l'Afrique sub-saharienne, que Ptolémée situe à 16° S, la distance totale couvrant ainsi 79°. Posant le degré zéro à l’équateur, comme aujourd’hui, Ptolémée calcule la distance selon la durée du jour le plus long plutôt qu’en degrés, car la durée du solstice d’été passe de douze à vingt-quatre heures au fur et à mesure qu’on s’éloigne de l’équateur vers le cercle polaire. Il utilise des incréments de quinze minutes par degré, jusqu'au parallèle où le jour le plus long dure quinze heures trente pour alors passer à des incréments de trente minutes, jusqu'à Thulé, où le jour le plus long dure vingt heures.
Dans la zone ainsi délimitée, il distingue une partie habitable, étendue en longitude sur 72 000 stades et en latitude sur 40 000 stades.

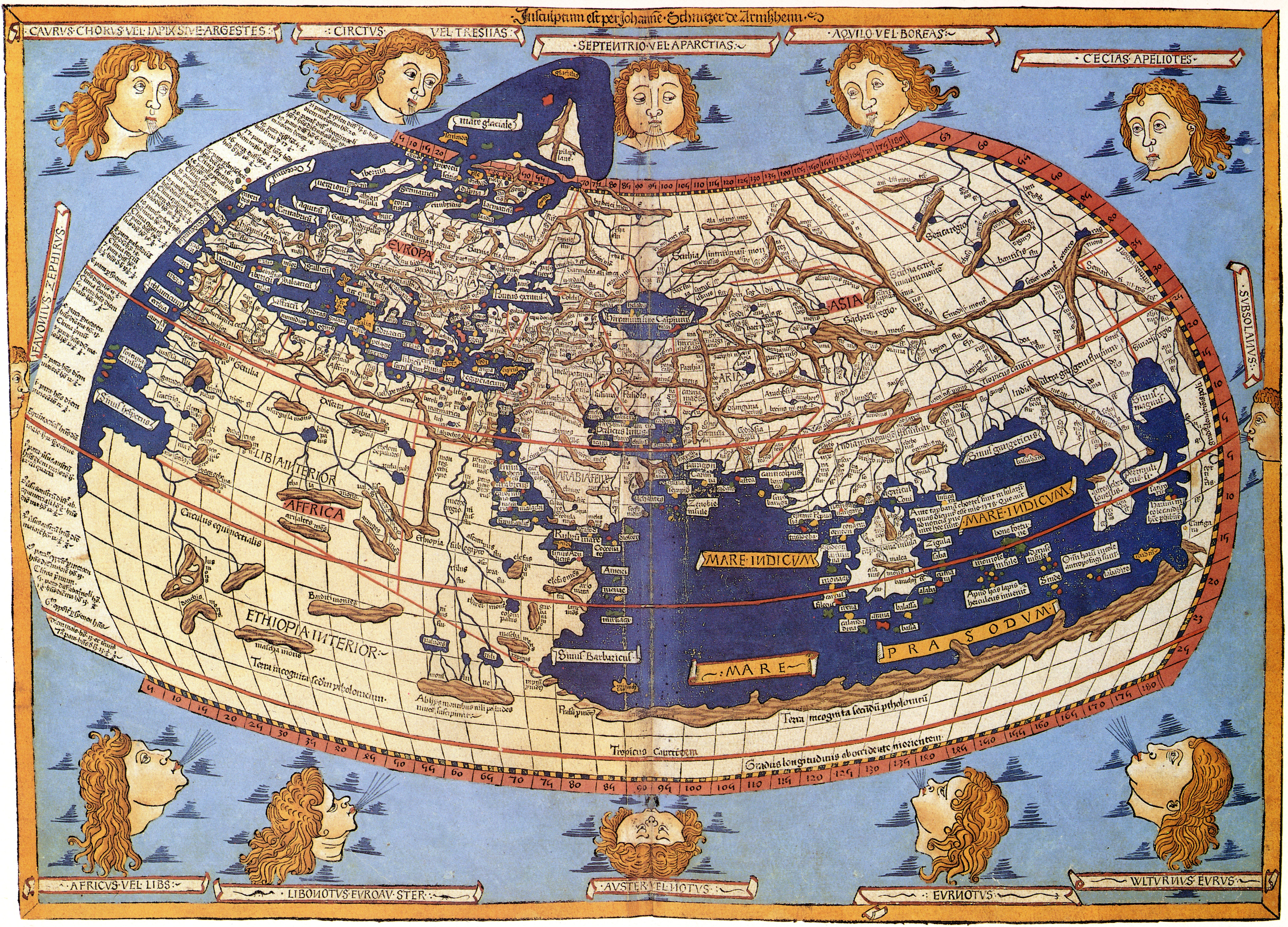
Reproduction d’une carte de Ptolémée imprimée au XVe siècle.

Ptolémée s’est essentiellement appuyé sur les travaux d’un autre géographe, Marinos de Tyr, dont les ouvrages ne nous sont pas parvenus. Il s'est aussi basé sur les index géographiques des empires romain et perse, mais la plupart de ses sources au-delà du périmètre de l’empire étaient d’origines douteuses.
Des cartes fondées sur des critères scientifiques avaient été réalisées depuis Ératosthène, mais Ptolémée améliora les techniques de projection cartographique, en s'appuyant sur la géométrie d'Euclide, produisant une méthode qui exerça une influence durable sur la façon de projeter une sphère sur une surface plane. Ses cartes sont orientées vers le nord. Une carte du monde développée sur la base de sa Géographie était exposée à Autun en France à la fin de l’époque romaine.
Cet ouvrage a été perdu dans le monde occidental jusqu'à sa redécouverte par le Byzantin Maximus Planudes, vers 1300. Il se peut que les cartes des manuscrits de la Géographie ne datent que de cette époque. En revanche, dès le début du IXe siècle, il faisait l'objet d'une traduction en arabe pour le calife abbasside al-Mamun, et il servira de base aux travaux d'Ibn Khurradadhbih, Ibn Khordadbeh, Suhrab, Al-Khwârizmî, Ibn Hawqal et Al Idrissi. Il sera l'une des sources de l'Imago mundi de Pierre d'Ailly, qui inspirera Christophe Colomb : en particulier, son chapitre 8 reprend l'estimation de Ptolémée pour la circonférence terrestre, inférieure de 14 % à la réalité.
À partir du XVe siècle, les premières reproductions imprimées sur papier firent leur apparition. Le premier exemplaire imprimé de la Géographie fut édité avec les cartes à Bologne en 1477, rapidement suivi par une édition romaine de 1478. Jusqu’au XVIe siècle, cet ouvrage a servi de guide à tous les voyageurs qui, à chaque découverte, croyaient reconnaître quelque contrée déjà indiquée par celui-ci.

## Astrologie
Le traité de Ptolémée sur l’astrologie, le Tetrabiblos (tetra signifie en grec « quatre » et biblos « livre »), était l’ouvrage astrologique le plus célèbre de l’Antiquité. Il exerça une grande influence dans l’étude des corps célestes dans la sphère sublunaire. Ainsi, il fournissait des explications des effets astrologiques des planètes, en fonction de leurs aspects : effet chauffant, rafraîchissant, mouillant, et séchant. Celui-ci traite en particulier de l’astrologie individuelle en quatre livres qui consiste en une interprétation thématique à l’aide de l’érection d’une carte basée sur un tableau déterminant l’emplacement des sept planètes (Soleil compris) connues à l’époque à un moment donné.
Ptolémée estimait que l’astrologie est comme la médecine qui est hypothétique en raison de nombreux facteurs variables à prendre en compte. Ces facteurs étaient pour lui principalement, la race, le pays et l’éducation qui devaient affecter une personne au même titre que la position des planètes dans le ciel au moment de la naissance.
À la différence de Vettius Valens, il semble aujourd’hui que Ptolémée, surtout connu pour son traité sur l’astronomie, était un compilateur (un théoricien) en astrologie. L'innovation majeure de Ptolémée est théorique: le choix du zodiaque tropical en lieu et place du zodiaque sidéral. Ainsi, on lit dans le Tetrabiblos : « Il existe deux signes tropiques, d'une part le premier intervalle de 30° depuis le solstice d'été, soit le signe du Cancer, de l'autre, le premier depuis le solstice d'hiver, soit le Capricorne. Il y a encore deux signes équinoxiaux, le Bélier printanier et l'automnale Balance ». En effet, Ptolémée pensait que la Terre était immobile au centre du monde. Il en conclut que les points équinoxiaux et solsticiaux étaient fixes dans le ciel. Or Hipparque, prédécesseur de Ptolémée, avait observé qu'il existait un décalage entre les étoiles fixes et les points marquant le début des saisons. Ces points étant supposés immobiles, le mouvement ne pouvait qu'être dû aux étoiles.
Il convient de remarquer qu'il n'y a, chez Ptolémée, aucune confusion entre astronomie et astrologie : tout ce qui concerne cette dernière discipline est contenu dans le Tetrabiblos, pas une ligne à ce sujet dans l'Almageste.

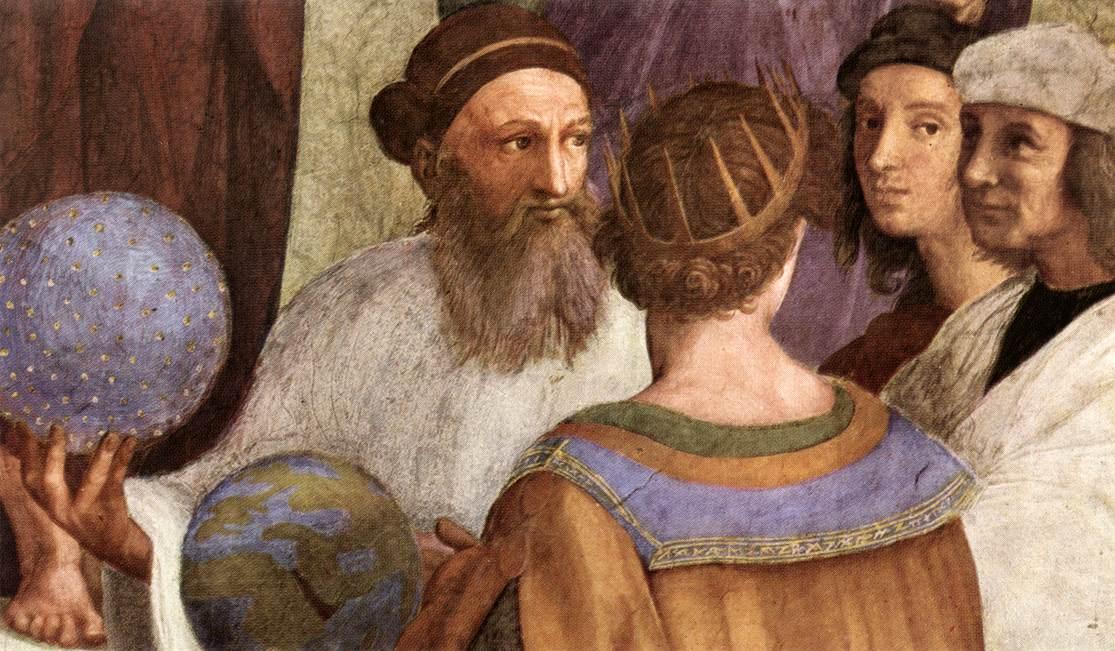
Détail de L’École d’Athènes de Raphaël, montrant Zoroastre et Ptolémée.

## Musique
Ptolémée a également écrit les Harmoniques, un traité de musicologie de référence sur la théorie et les principes mathématiques de la musique. Après une critique des approches de ses prédécesseurs, Ptolémée y plaide pour baser des intervalles musicaux sur des proportions mathématiques (contrairement aux partisans d’Aristoxène) soutenus par observation empirique (contrairement à l’approche purement théorique de l’École pythagoricienne). Il a présenté ses propres divisions du tétracorde et de l’octave, qu’il a dérivés avec l’aide d’un monocorde. L’intérêt de Ptolémée pour la théorie et les principes de l'harmonie en musique apparaît également dans une discussion sur la musique des sphères.
Le traité des Harmoniques contribuera au développement de la théorie musicale de Boèce De Institutione Musica au VIe siècle.

## Mathématiques
Ptolémée a découvert un théorème qui porte son nom : dans un quadrilatère convexe inscrit dans un cercle, le produit des diagonales est égal à la somme des produits des côtés opposés,.
Dans sa Composition mathématique (Almageste), Ptolémée veut suivre la méthode rigoureuse de la géométrie et procéder par la démonstration introduite par les mathématiciens de la Grèce antique, dont le représentant essentiel est Euclide. Sa trigonométrie se fonde sur celle d'Hipparque, mais il a également connaissance de l'œuvre de Ménélaos, qui a développé la trigonométrie sphérique et qu'il cite dans l'Almageste.

## Optique
Dans l’Optique, Ptolémée traite des propriétés de la lumière, notamment de la réflexion, de la réfraction et de la couleur, ainsi que d'une théorie de la vision, fondée sur une combinaison des propriétés des objets observés, de la lumière et d'un « flux visuel » (visus dans le texte latin) issu des yeux. Ce travail est une partie importante de l’histoire de l’optique, mais il nous est parvenu par l'intermédiaire d'une traduction latine réalisée par Eugène de Sicile vers 1150, elle-même issue d'une traduction arabe assez imparfaite et incomplète.
En cette matière comme dans les autres, Ptolémée dispose d'apports antérieurs. Certains éléments d'optique sont présents chez Euclide, Archimède et Héron d'Alexandrie, mais les sources précises de Ptolémée sont discutées. La rédaction de l’Optique est postérieure à l'Almageste, comme l'attestent en particulier certains progrès réalisés par Ptolémée dans l'intervalle. Ainsi, l’Optique expose le phénomène de réfraction atmosphérique qui se produit lors de l'observation du soleil ou de la lune, phénomène totalement ignoré dans l'Almageste.

## Bibliographie

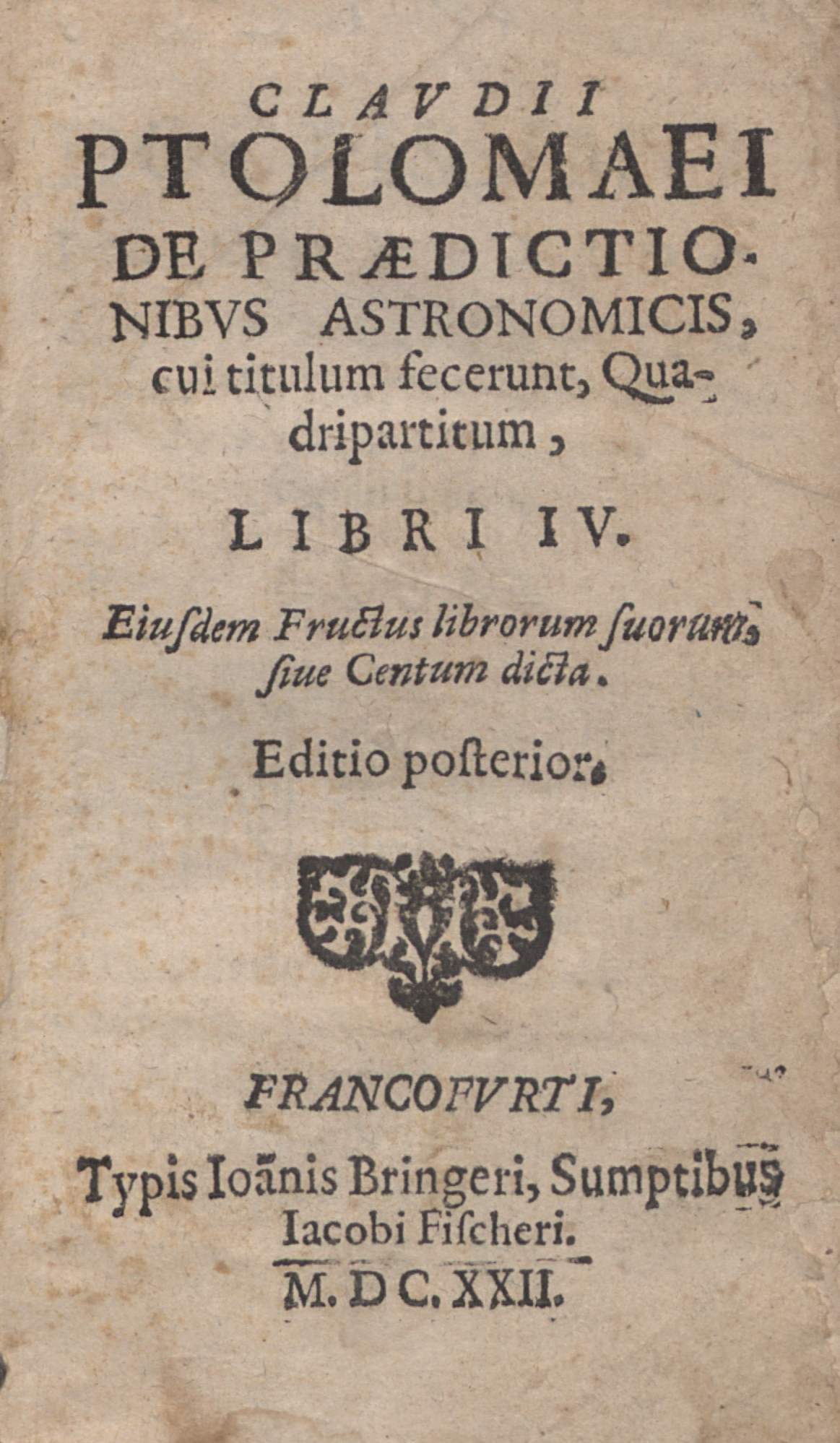
Quadripartitum, 1622